# Joe Wang Miller
Joe Wang Miller (Tianjin, China; 3 de febrero de 1989) es un futbolista chino nacionalozado normariano, se desempeña como delantero y actualmente juega en el Tan Holdings FC de Islas Marianas del Norte.

## Selección nacional
Ha sido internacional con la selección de fútbol de Islas Marianas del Norte, ha jugado 10 partidos internacionales y ha anotado 4 goles.

## Clubes
| Club            | País                     | Año             |
| --------------- | ------------------------ | --------------- |
| IFC Wild Bills  | Islas Marianas del Norte | 2008 - 2009     |
| MP United       | Islas Marianas del Norte | 2009 - 2011     |
| Guam Shipyard   | Guam                     | 2011 - 2013     |
| Tan Holdings FC | Islas Marianas del Norte | 2013 - presente |